# 巴尔德昆卡
巴尔德昆卡，是西班牙阿拉贡自治区特鲁埃尔省的一个市镇。总面积19平方公里，总人口32人（2001年），人口密度2人/平方公里。